# Фаулер, Джеймс
Джеймс Лофтус Фаулер (англ. James Loftus Fowler; 11 января 1930, Минеола, штат Нью-Йорк, США — 20 января 2015, Алегзандрия, Виргиния, США) — американский военный деятель, полковник Корпуса морской пехоты в отставке, ветеран Корейской и Вьетнамской войн.

## Биография

### Молодые годы
Джеймс Лофтус Фаулер родился 11 января 1930 года в Минеоле, штат Нью-Йорк. Вырос в Ларчмонте.
В 1952 году он окончил программу Тренировочного корпуса офицерского резерва Дартмутского колледжа в Хановере (штат Нью-Гэмпшир) и вошёл в Резерв Корпуса морской пехоты в звании второго лейтенанта.

### Получение образования
После службы на корейской войне в качестве лидера стрелкового взвода, полковник Фаулер устроился на работу в Центральное разведывательное управление, прежде чем начать гражданскую карьеру. В 1958 году он получил юридическую степень Джорджтаунского университета, в 1960 году — степень магистра делового администрирования Виргинского университета, в 1961 году — степень кандидата юридических наук Джорджтаунского университета. В течение этого периода с 1958 по 1961 год, Фаулер служил в 13-м пехотном запасном батальоне. Вернувшись в Нью-Йорк, чтобы присоединиться к семейному мебельному бизнесу, он был назначен волонтёром тренировочной группы 1-11, и в то же время тренировал рейнджеров парашютному делу в Форт-Брэгге.

### Во Вьетнаме

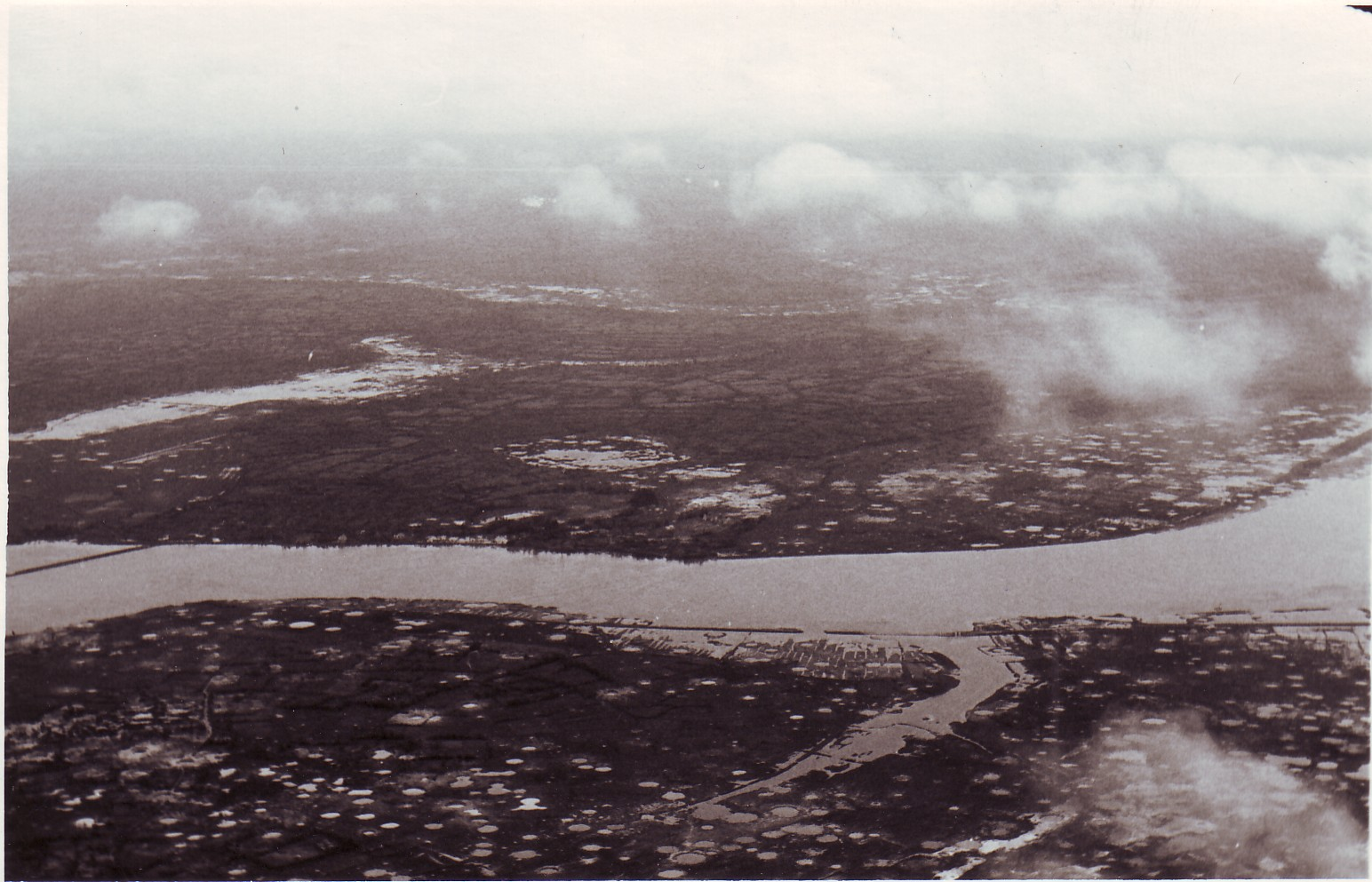
Граница между Северным и Южным Вьетнамом по реке Бенхай, 1968 год

После начала Вьетнамской войны, в 1966 году Фаулер вернулся к активной службе. С 25 октября по 23 ноября 1968 года Фаулер находился во Вьетнаме. В ноябре, командир 3-го батальона 4-го полка морской пехоты подполковник Джеймс Фаулер в бою возле реки Бенхай на границе между Северным и Южным Вьетнамом, был ранен в ногу, после чего получил медаль «Пурпурное сердце». Позже он был ранен ещё раз.

### В отставке
После девятимесячного выздоровления в Военно-морском госпитале в Портсмуте, Джеймс Фаулер вернулся к профессиональной жизни, включившей должность в Штаб-квартире Корпуса морской пехоты. В 1970 году он был освобождён от исполнения служебных обязанностей и стал преподавателем коммерческого права в Лонг-Айлендском университете. В 1973 году Фаулер получил степень магистра в области бизнеса Бизнес-школы Колумбийского университета, и в 1979 году — степень магистра в области истории Джорджтаунского университета.

### Организатор марафона

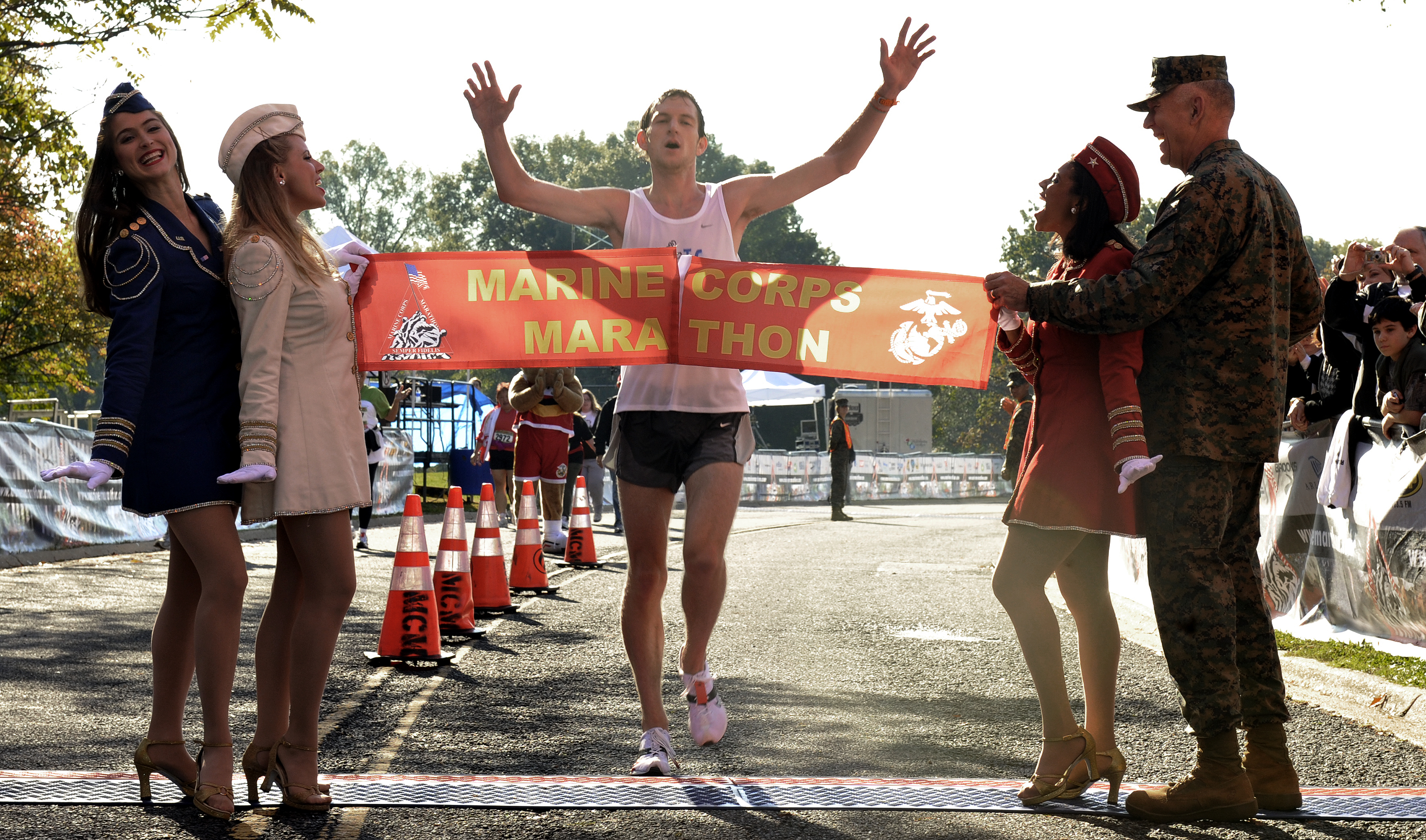
Марафон морской пехоты — финиширует Эндрю Дамм, 2008 год

В 1974 году Фаулер вернулся к активной деятельности. 11 октября 1975 года он направил своему начальнику шефу резерва генерал-майору Майклу Патрику Райану записку с изложением идеи о создании марафона для морпехов, находящихся в резерве, что поспособствует расширению репутации и демонстрации сил морской пехоты, станет инструментом вербовки и предоставит военным возможность претендовать на участие в Бостонском марафоне, отметив, что «после войны во Вьетнаме, в глазах многих популярность военной службы сократилась. В то же время, бег набирает значительное положительное внимание».
Райан заинтересовался этим предложением, получил разрешение от коменданта корпуса морской пехоты генерала Луи Уилсона и одобрение от министра военно-морских сил Джона Уильяма Миддендорфа. 7 ноября 1976 года в Арлингтоне прошёл первый марафон, в котором приняли участие 1175 человек. Фаулер организовывал первый и второй марафоны, и сам принял участие в третьем забеге.
Претерпев некоторые изменения, с тех пор, Марафон морской пехоты проходит каждый год в Вашингтоне, с участием молодых и опытных спортсменов, военнослужащих и женщин, гражданских лиц, политиков и знаменитостей, собрав в 2012 году 23 тысячи 515 человек.

### На пенсии
В 1981 году Фаулер был назначен командующим Отряда № 3 4-я дивизии корпуса морской пехоты, которому было поручено оказывать содействие 4-му полку морской пехоты в ходе операции «Северная свадьба». Он оставался в запасе, периодически исполняя служебные обязанности, вплоть до своей отставки в 1982 году в звании
полковника. После этого он поступил на службу адвокатом генерального аудитора в департаменте Генерального консула ВМС. Он провел последние десятилетия своей карьеры в бизнесе, выйдя на пенсию в 2005 году из компании «Unilever», где занимал пост начальника по корпоративной безопасности. Фаулер был страстным альпинистом, владел лицензией частного пилота, был заядлым парашютистом, и являясь общительным оптимистом, имел много друзей и любил собак.

### Смерть и похороны
Джеймс Фаулер скончался 20 января 2015 года в возрасте 85 лет от сердечной недостаточности в Алегзандрии (штат Виргиния). Прощание прошло в Старой часовне базы Форт-Майер, а похороны состоялись на Арлингтонском национальном кладбище.

## Память
В 2000 году сенатор Нью-Йорк Билл Ларкин дал старт кампании по агитации за создание почтовой марки с изображением медали «Пурпурное сердце» для увековечения памяти «почти двух миллионов американцев, которые были ранены в бою». После усилий Военного Ордена Пурпурного Сердца, 30 мая 2003 года в Маунт-Верноне, генеральный почтмейстер США Джон Поттер в присутствии Джеймса Фаулера, выпустил в продажу тиражом в 120 миллионов специальную марку номиналом 37 центов с фотографией одного из двух его «Пурпурных сердец» авторства Иры Векслер.
Почтовая служба США перевыпустила марку 26 мая 2006 года на церемонии у Мемориала женщинам на военной службе для Америки на Арлингтонском национальном кладбище, а 27 мая она вышла в продажу за 39 центов. 20 мая 2009 года сенатор Нью-Йорка Джеймс Сьюард вместе с местными ветеранами снова перезапустил выпуск марки. В 2011 году было принято решение о вечном перевыпуске марки с «Пурпурным сердцем», и повторный выпуск прошёл 5 мая в Сан-Диего, и с этого момента активистам больше не нужно было отстаивать его каждый раз, после увеличения цены марок. В 2012 году дизайнер Дженнифер Арнольд слегка увеличила изображение медали, положив его на белый фон марки.

## Личная жизнь
Джордж Фаулер познакомился со своей будущей женой Бетси Блэкуэлл Фауле на работе в ЦРУ. Они поженились в 1961 году, вскоре после инаугурации Джона Фицджеральда Кеннеди.

## Награды
Во время своей службы Фаулер получил много наград, в том числе две медали «Бронзовая звезда», две медали «Пурпурное сердце» и Похвальную медаль Объединённого командования.
|                           | Знак водолаза со снаряжением                                      |
|                           | Знак парашютиста                                                  |
|                           | Медаль «Бронзовая звезда» со звездой и литерой V                  |
|                           | Похвальная медаль Армии                                           |
| Медаль «Пурпурное сердце» | Медаль «Пурпурное сердце» со звездой                              |
|                           | Боевая ленточка                                                   |
|                           | Благодарность соединению Корпуса морской пехоты от президента США |
| ?                         | ?                                                                 |
| ?                         | ?                                                                 |
| ?                         | ? со звездой                                                      |
|                           | Медаль за службу национальной обороне со звездой                  |
|                           | Медаль «За службу в Корее» со звездой                             |
|                           | Медаль «За службу во Вьетнаме» со звездой                         |
| ?                         | ?                                                                 |
| ?                         | ?                                                                 |
|                           | Крест «За храбрость» со звездой                                   |
|                           | Медаль ООН «Корея»                                                |
|                           | Благодарность президента Корейской республики                     |
|                           | Крест «За храбрость» с благодарностью соединению                  |
|                           | Медаль вьетнамской кампании                                       |